# Forma.Temp
Forma.Temp è il fondo per la formazione dei lavoratori in somministrazione.

## Descrizione
Forma.Temp è stato costituito nel 2000, sotto forma di libera associazione senza scopo di lucro, da Assolavoro, dalle organizzazioni sindacali dei lavoratori somministrati FeLSA-CISL, NIdiL -CGIL e UILTemp e dalle tre Confederazioni sindacali nazionali CGIL, CISL e UIL.
Istituito in seguito all'introduzione nell'ordinamento italiano del lavoro tramite agenzia (L. n. 196/1997 c.d. “Legge Treu”) gli obiettivi di Forma.Temp, sono:
- fornire le risorse economiche per la qualificazione e l’aggiornamento delle competenze;
- erogare le misure per il sostegno al reddito in caso di sospensione o riduzione dell’orario di lavoro nonché nel caso di cessazione del rapporto.

L’attuale fonte normativa che regola Forma.Temp è il c.d. “Decreto Biagi” (D. Lgs. 276/2003). Le risorse del Fondo vengono alimentate tramite un contributo, versato dalle Agenzie per il Lavoro, pari al 4% della retribuzione lorda corrisposta ai lavoratori somministrati. Le attività del Fondo sono svolte sotto la vigilanza dell’Agenzia Nazionale per le Politiche Attive (ANPAL).
Tutti i corsi erogati tramite le risorse stanziate da Forma.Temp sono gratuiti ed è vietato agli enti di formazione che percepiscono tali risorse avere dei compensi per l’erogazione dell’attività formativa da parte dei partecipanti. I destinatari delle attività di Forma.Temp sono sia i lavoratori somministrati, a tempo determinato e a tempo indeterminato, sia coloro che sono candidati ad essere inviati in missione presso gli utilizzatori.

## Attività
L’attività di Forma.Temp viene svolta sia nelle Politiche Attive che nelle Politiche Passive del Lavoro. Le prime prevedono, tramite il finanziamento da parte del Fondo, l’erogazione di un percorso formativo volto all’acquisizione di nuove competenze, all’aggiornamento di quelle esistenti e alla qualificazione e alla riqualificazione professionale tramite diverse tipologie di interventi.
Le Politiche Passive hanno invece come scopo il sostegno della continuità reddituale del lavoratore colpito da sospensioni o riduzioni dell’attività lavorativa, dal termine della missione presso l’azienda utilizzatrice o della fine del rapporto di lavoro con l’Agenzia per il Lavoro.

### Attività di supporto alle Politiche Attive del lavoro
Forma.Temp finanzia e supervisiona differenti iniziative formative in un’ottica occupazionale, tramite diverse tipologie di corsi: formazione di base, professionale, “on the job”, la qualificazione professionale e la riqualificazione professionale, la qualificazione professionale in affiancamento e il “Diritto Mirato alla formazione”.

#### Formazione di base.
Ha come scopo lo sviluppo di conoscenze e competenze generali applicabili a qualsiasi contesto lavorativo, è dedicata ai candidati in missione presso gli utilizzatori.
Nel corso della formazione di base possono essere erogati i seguenti moduli formativi: ricerca attiva del lavoro, lingue straniere, informatica, formazione generale e specifica sulla salute e sicurezza sui luoghi di lavoro.

##### Formazione professionale
Formazione dedicata al perfezionamento di conoscenze e competenze, con l’obiettivo di un inserimento efficace del lavoratore in contesti produttivi ed organizzativi diversi tra loro.
In particolare due moduli devono essere previsti in questo tipo di formazione e la loro frequenza da parte dei corsisti non può essere inferiore al 70% delle ore previste: il modulo sulla salute e sicurezza e il modulo sui diritti e doveri dei lavoratori somministrati.
Per le Agenzie per il Lavoro vige un obbligo minimo di placement (effettivo inserimento lavorativo presso un’azienda) dei partecipanti ai corsi finanziati su base annua, pari al 35% di coloro che hanno conseguito l’attestato di frequenza. 

##### Formazione “on the job”
Attività formativa dedicata ai lavoratori, svolta in relazione alle esigenze produttive delle singole imprese utilizzatrici nell’uso dei macchinari e delle attrezzature necessarie all’esecuzione del lavoro. I destinatari di questa formazione sono lavoratori somministrati a tempo determinato con una missione in corso di svolgimento, affiancati da un tutor che lavori nella stessa impresa.
Questa formazione deve essere avviata all’inizio della missione e deve prevedere obbligatoriamente due moduli dedicati alla salute e sicurezza sui luoghi di lavoro (uno di carattere generale e uno dedicato al settore di attività).

##### Riqualificazione professionale
Formazione professionale finalizzata all’acquisizione di competenze di base, trasversali o specialistiche in aggiunta a quelle già possedute dal lavoratore. Una volta redatto l’Accordo sindacale che contiene il piano formativo, anche tramite un’attività di bilancio di competenze con l’indicazione della figura professionale in uscita dal percorso formativo, viene avviata la riqualificazione professionale. 

##### Qualificazione professionale
Attività formativa professionale dedicata all’acquisizione di competenze di base, trasversali o specialistiche da aggiungere a quelle già possedute dal lavoratore. Questa formazione deve avere una durata e dei contenuti connessi alla figura professionale di sbocco e con le esperienze e le competenze già possedute dai corsisti.

##### Qualificazione professionale in affiancamento
Percorso formativo finalizzato all’accrescimento delle competenze professionali del lavoratore durante la missione tramite l’affiancamento da parte di un tutor, avente il compito di trasmettere le competenze pratiche essenziali necessarie. Questa formazione è caratterizzata dalla specificità e dalla brevità del percorso. Anche in questa formazione sono essenziali due moduli relativi alla salute e sicurezza nei luoghi di lavoro, uno di carattere generale e l’altro di natura specifica.

##### Diritto Mirato alla Formazione
Formazione destinata a favorire le capacità e le conoscenze dei lavoratori, introdotta col Contratto Collettivo del 2019. Il lavoratore, con almeno 110 giornate di lavoro e disoccupato da almeno 45 giorni, potrà rivolgersi ad un’Agenzia per il Lavoro e fruire dell’offerta formativa da questa proposta. Anche su questo tipo di formazione vale l’obbligo di placement relativo alle Agenzie per il Lavoro.

### Attività di supporto alle Politiche Passive del lavoro
Forma.Temp sostiene i lavoratori somministrati tramite delle misure economiche nel caso di cessazione del rapporto tra lavoratore e Agenzia, in caso di sospensione o riduzione dell’orario di lavoro. Tra le Politiche Passive erogate da Forma.Temp rientra la procedura in Mancanza di Occasioni di Lavoro – MOL, ovvero un contributo in favore dei lavoratori somministrati a tempo indeterminato non in missione, ad esclusione degli apprendisti.

#### Fondo di Solidarietà
Istituito presso Forma.Temp, il Fondo garantisce ai lavoratori somministrati la continuità reddituale nei casi di riduzione o sospensione dell’attività dell’utilizzatore; inoltre fornisce una tutela ai lavoratori in caso di cessazione del rapporto lavorativo con l’Agenzia per il Lavoro. Il Fondo è alimentato da una contribuzione, che grava sulle Agenzia per il Lavoro, pari allo 0,3% delle retribuzioni imponibili ai fini previdenziali. Tramite il Fondo di Solidarietà vengono erogate le seguenti prestazioni:
- Trattamenti di Integrazione Salariale - TIS: possono essere attivati in caso di riduzione o sospensione dell’orario di lavoro e sono diretti a garantire i lavoratori somministrati durante il rapporto di lavoro. Per accedere a queste misure è necessario che il lavoratore abbia svolto almeno 90 giornate lavorative in somministrazione.
- Sostegno al reddito - SAR: contributo una tantum in favore dei lavoratori precedentemente assunti in somministrazione. Questi lavoratori devono essere disoccupati da almeno 45 giorni e aver lavorato almeno 90 o 110 giorni nell’arco dell’ultimo anno, a far data dall’ultimo giorno di attività lavorativa.

## Struttura
La struttura di Forma.Temp si articola in un'Assemblea dei soci affiancata da un Consiglio di Amministrazione (composto da 6 membri di parte datoriale e 6 di parte sindacale), dal Presidente di nomina datoriale e dal Vicepresidente espressione delle Organizzazioni Sindacali. Il Presidente di Foma.Temp è Francesco Verbaro, il Vicepresidente è Marco Massera. Il Direttore Generale di Forma.Temp è Antonino Costantino.